# Hans Vonk (chef d'orchestre)
Pour les articles homonymes, voir Hans Vonk.
Hans Vonk, né à Amsterdam le 18 juin 1942 et mort dans la même ville le 29 août 2004, est un chef d'orchestre néerlandais.

## Biographie

### Enfance et formation
Hans Vonk, né à Amsterdam, est le fils de Franciscus Cornelis, violoniste à l'orchestre du Concertgebouw d'Amsterdam et de Wilhelmina Vonk. Hans perd son père à l'âge de trois ans. 
Il commence l'apprentissage du piano au Conservatoire d'Amsterdam avec Jaap Spaanderman, puis intègre l'Université d'Amsterdam où il étudie le droit. Durant cette période, il gagne sa vie en jouant du jazz au piano. Ensuite, il étudie la direction d'orchestre avec Hermann Scherchen et Franco Ferrara.

### Début de carrière
Il dirige en public pour la première fois avec le Ballet national des Pays-Bas, puis épouse la danseuse de ballet Jessie Folkerts. Il est également assistant du chef d'orchestre (Bernard Haitink) au Concertgebouw d'Amsterdam et chef d'orchestre adjoint au Royal Philharmonic Orchestra de Londres. 

### Chef d'orchestre principal
Il dirige le Residentie Orkest de 1980 à 1991, puis l'Orchestre national de la radio néerlandaise. De 1985 à 1990, il dirige conjointement le Dresden Staatskapelle et le Semper Oper à Dresde. En 1988, il dirige à la Scala une nouvelle production du Fetonte de Jommelli. 

### La maladie
Il doit interrompre sa carrière pendant une année car on lui diagnostique une atteinte neurologique, le syndrome de Guillain-Barré. Il se remet rapidement et reprend la direction d'orchestre à partir de 1991 où il dirige l'Orchestre symphonique de la WDR de Cologne. 
Il est invité pour la première fois aux États-Unis en 1992 où il dirige le Saint Louis Symphony Orchestra. En janvier 1995, il remplace Leonard Slatkin à la tête de cet orchestre. Dès 2001, la maladie le rattrape et il souffre de faiblesse musculaire. En 2002, il quitte l'orchestre de Saint Louis tandis qu'on lui diagnostique une sclérose latérale amyotrophique. 

### Reprise et fin
Pour la saison 2003-2004, il se voit confier la baguette de l'orchestre symphonique de la radio néerlandaise (Radio Symfonie Orkes). Sa maladie empire au point qu'il doit diriger plusieurs concerts sur une chaise roulante. Il meurt le 29 août 2004 et est inhumé à Amsterdam. 

## Enregistrements
- Johannes Brahms : Academic Festival Overture, Alto Rapsody (avec Yvonne Naef), Haydn Variations, 2003, Netherlands Radio Symphony Orchestra & choir, Pentatone classics
- Claude Debussy : La Mer; Maurice Ravel : Valses Nobles et Sentimentales; Albert Roussel : Suite n0 2 from Bacchus et Ariane, 2007, Pentatone classics
- Gluck : Orfeo ed Euridice, Torangeau, Malfitano, Barbara Hendricks, 2000.
- Messian : Turangalila-symphonie, 1999, Saint Louis symphonie orchestra

## Sources
- (en) Cet article est partiellement ou en totalité issu de l’article de Wikipédia en anglais intitulé « Hans Vonk (conductor) » (voir la liste des auteurs).